# فهرست بالن‌ها
این فهرستی مقدماتی از نام بالنها است.
| بالون آرزو     |
| کشتی هوایی     |
| بالون هواشناسی |
| بالون هوای گرم |